# Resweratrol
Resweratrol – organiczny związek chemiczny, polifenolowa pochodna stylbenu.
Resweratrol może występować w formie dwóch izomerów geometrycznych, cis i trans. Naturalnie występuje izomer trans i tylko on wykazuje aktywność biologiczną. Może on przekształcić się w formę cis w wyniku działania światłem UV:

Fotoizomeryzacja resweratrolu
Aktywność biologiczną wykazuje tylko izomer trans. Aktywuje gen SIRT1, który jest obecny (lub jego homologi) w genomie zwierząt i grzybów.
Jest syntezowany przez rośliny z użyciem enzymu – syntazy stilbenowej.

## Występowanie
Bogate w resweratrol są winogrona, głównie ich skórka. Z tego względu wina czerwone, otrzymane z fermentacji soku razem ze skórkami owoców, zawierają więcej resweratrolu niż wina białe. Poza tym obecny jest w znacznie mniejszych ilościach w orzeszkach ziemnych, w owocach, przede wszystkim w skórce, morwy i czarnej porzeczki. Resweratrol jest bardzo skutecznym przeciwutleniaczem oraz nietoksycznym fungicydem (środkiem antygrzybicznym) i jako taki jest szeroko stosowany jako dodatek do żywności. W skali przemysłowej otrzymuje się go z wysuszonych skórek czerwonych winogron.
Źródłem resweratrolu jest też rdestowiec ostrokończysty (Reynoutria japonica)[niewiarygodne źródło?].

## Działanie
Stwierdzono, że wydłuża długość życia u drożdży, nicienia Caenorhabditis elegans, muszki owocowej i ryby Nothobranchius furzeri. U myszy powoduje wzorzec ekspresji genów zbliżony do występującego w diecie mniej kalorycznej. U 27-miesięcznych myszy spowodował ekspresję podobną do tej u osobników 18-miesięcznych w mięśniach (korelacja w przypadku 74% genów) i w wątrobie (90%). Starsze myszy karmione resweratrolem wykazały znaczącą redukcję objawów starzenia, w tym: zmniejszony stan zapalny i apoptozę w śródbłonku naczyniowym, zwiększoną elastyczność aorty, większą koordynację ruchową, wolniejszy rozwój zaćmy, zachowanie gęstości kości, znacząco obniżony poziom cholesterolu i nieznacznie trójglicerydów. U myszy na diecie wysokokalorycznej spowodował wydłużenie średniej długości życia o 26%, do długości niewiele niższej (115 tygodni) niż u myszy na diecie standardowej bez resweratrolu (118 tygodni) i z resweratrolem (120 tygodni) – głównie wskutek obniżenia śmiertelności z powodu niewydolności sercowo-płucnej.
W badaniach stwierdzono również w mitochondriach 6-krotne zwiększenie stężenia dysmutazy ponadtlenkowej SOD-2 i 14 razy większą aktywność tego enzymu, katalizującego redukcję O−
2 do H
2O
2.
Wielu badaczy uważa, że związek ten jest odpowiedzialny za tzw. francuski paradoks – tzn. wyjątkową w Europie Zachodniej średnią długość życia Francuzów, mimo ich teoretycznie niezbyt zdrowej, zbyt tłustej diety i picia dużej ilości alkoholu. Alkohol ten jest jednak spożywany głównie w formie czerwonego wina, w którym występuje wysokie stężenie resweratrolu[niewiarygodne źródło?].